# 婆羅洲血蟒
婆羅洲血蟒（學名：Python curtus breitensteini ）是蛇亞目蟒科蟒屬血蟒種下的一個無毒蛇類亞種，主要分布於婆羅洲島嶼上。

## 特徵
成年的婆羅洲血蟒能長達2.1米，身體沉重粗壯，而雌性的婆羅洲血蟒一般更比雄蛇長大。牠們的頭部扁平寬闊，鼻子附近有許多感溫氣孔。另外，婆羅洲血蟒也與一般血蟒一樣，尾巴顯得相當短小。婆羅洲血蟒的身體顏色以深棕色為主，不過不同的蛇之間在顏色方面也存在著很大的變化。雖然目前為止尚未有證據顯示婆羅洲血蟒會出現白化症，但確實有比較淺色甚至相當接近黃色的血蟒曾被發現。幼蛇的身體深淺對比相當顯著，頭部多數呈黃色。

## 地理分布
婆羅洲血蟒主要分布於印尼及馬來西亞，尤多出沒於婆羅洲。另外，新加坡、蘇門答臘等地方亦曾發現過婆羅洲血蟒。其標本產地為「婆羅洲」。婆羅洲血蟒通常棲息於泛濫平原之類的低窪地區，有時也會在農地中出現。

## 飼養方面
早期的婆羅洲血蟒常被從事蛇皮貿易者所捕捉；後來婆羅洲血蟒成為頗受歡迎的飼養蛇種。

## 備註
1. 1 2  McDiarmid RW、Campbell JA、Touré T：《Snake Species of the World: A Taxonomic and Geographic Reference, vol. 1》頁511，Herpetologists' League，1999年。ISBN 1-893777-00-6
2. ↑  . ITIS. 2007  [15 September, 2007].

## 外部連結
- Bloodpythons.com （页面存档备份，存于）：介紹血蟒